# 'Ndrina Agresta
Gli Agresta sono una 'ndrina della 'ndrangheta calabrese originaria di Platì e attiva almeno dagli anni '20 del secolo scorso. Sono attivi anche in Piemonte, nel comune di Volpiano almeno dagli anni '70 in collaborazione con i Marando e i Trimboli. Analogamente a Corsico e a Buccinasco in provincia di Milano, Volpiano è stata ribattezzata la "Piccola Platì".

## Storia

### Origini
Nel 1960 a Platì Domenico Agresta viene condannato per omicidio.

### Anni '70 - L'esordio in Piemonte
Arrivano negli anni '70 in Piemonte con il soggiorno obbligato, insieme ai Marando e ai Trimboli, quando tutta la zona del torinese è dominata dai clan catanesi. Dopo lo smantellamento delle cosche siciliane da parte delle forze dell'ordine, già dagli anni '70 prendono il predominio della zona di Volpiano.
In particolare Domenico Agresta emigra nel 1974 a Volpiano insieme ai figli Saverio e Antonio.
Nel 1977 vengono arrestati Saverio e Domenico Agresta accusati di aver organizzato ed eseguito il sequestro del ventottettenne Carlo Bongiovanni.

### Anni '90 - Traffico di droga
Nel novembre 1992 vengono arrestate a Volpiano 28 persone e sequestrati 53 chili di cocaina ed eroina, i capo dell'organizzazione erano Saverio e Antonio Agresta in collaborazione con Natale e Saverio Trimboli.
I soldi derivanti dal traffico di droga vennero reinvestiti in loco in attività legali.
Nel 1993 viene scoperto un traffico internazionale di droga gestito dalle 'ndrine di Volpiano che coinvolgeva anche la malavita turca, criminali portoghesi e pachistani.

### Anni 2000
Domenico Agresta, residente a Volpiano, sarebbe l'autore dell'omicidio del piastrellista Giuseppe Trapasso, di San Benigno, reo di un debito di droga non pagato, avvenuto il 16 ottobre 2008.

### Anni 2010 - Gioco d'azzardo illegale - Operazione Minotauro e Cerbero
- A Leinì e Settimo Torinese, in provincia di Torino, fino al 2012 avrebbero gestito i profitti di videopoker manomessi, come si evince dall'operazione Minotauro[4].
- Il 5 novembre 2019 si conclude l'operazione Cerbero, condotta dai carabinieri e dalla Guardia di Finanza che ha portato all'arresto di 64 persone presunti affiliati o favoreggiatori delle locali di Volpiano e San Giusto Canavese delle 'ndrine dei Barbaro, degli Agresta, Assisi e Catanzariti. Sono accusati a vario titolo di traffico internazionale di droga attraverso la Spagna e approvvigionandosi in Brasile dagli Assisi, di riciclaggio, della gestione illecita di scommesse per Eurobet e trasferimento fraudolento di valori. Vengono anche sequestrati 80 chili di droga.[5][6][7][8]

### Anni 2020 Operazione Platinum-Dia e Processo Cerbero
Il 5 maggio 2021 si conclude l'ooperazione Platinum-Dia contro gli Agresta e i Giorgi.
A marzo 2021 si conclude il primo grado del processo Cerbero con 46 condanne tra cui quelle di Antonio (1960), Natale e Francesco Agresta a 10 anni di carcere ciascuno.

## Esponenti di spicco
- Natale Agresta, capo storico del Locale di Volpiano, gli succedette Pasquale Marando[1].
- Antonio Agresta (1960), detto Totu i Natale, capo-locale di Volpiano secondo il pentito Rocco Varacalli, per ora condannato in primo grado a 10 anni e 8 mesi di carcere per l'inchiesta Minotauro del 2011[1]. Scarcerato viene nuovamente indagato nell'operazione Cerbero del 2019.
- Saverio Agresta[7], ha come moglie Anna Marando ed è nipote di Rocco Marando.
- Natale Agresta (Cuorgné, 1974), operante a Volpiano[16].
- Francesco Agresta (Cuorgnè, 1975), operante a Volpiano[16].
- Antonio Agresta (Platì, 1973), operante a Volpiano[16].
- Michele Agresta (Locri, 1992), operante a Volpiano[16].
- Domenico Agresta (1989), detto Micu McDonald, figlio di Saverio Agresta e Anna Marando, nel 2008 uccide Giuseppe Trapasso a Borgiallo per motivi legati allo spaccio di droga, il cadavere fu ritrovato bruciato in un'auto a Cuorgnè[7]. Viene condannato all'ergastolo, pena ridotta a 30 anni in appello e portato a scontare la pena nel carcere di Saluzzo, al cui interno riceverà le doti di 'ndrangheta fino a quella di padrino. Nel 2011 risulta coinvolto anche nell'operazione Minotauro[17]. Dal 2016 diventa collaboratore di giustizia per il processo Minotauro del 2011 e l'operazione Cerbero del 2019[7].